# Шярнас, Дарвидас
Дарвидас Шярнас (лит. Darvydas Šernas; 22 июля 1984, Алитус, Литовская ССР) — литовский футболист, полузащитник и нападающий. Бывший игрок сборной Литвы.

## Клубная карьера
Шярнас является воспитанником алитусского клуба «Дайнава». В 2003 году футболист стал игроком вильнюсской команды «Ветра». Весной 2008 года, когда «Ветра» оказалась в финансовом кризисе, Шярнас был отдан в аренду в российский клуб «Спартак-Нальчик», в составе которого футболист провёл 4 матча. Дебют игрока в чемпионате России пришёлся на домашнюю игру с московским «Локомотивом» (14 сентября), в ходе которой нальчане уступили со счётом 0:1.
Перед весенней стадией чемпионата Польши по футболу 2008/09 Шярнас был приобретён у «Ветры» лодзинским клубом «Видзев». В составе «Видзева», в то время выступавшем в Первой лиге, игрок дебютировал 14 марта 2009 года в гостевом поединке с командой «Корона» из Кельце. Матч завершился вничью со счётом 2:2. Всего в сезоне 2008/09 Шярнас провёл за лодзинский клуб 11 игр. По итогам соревнования «Видзев» занял первое место в Первой лиге и должен был перейти в высший дивизион (Экстраклассу), однако вследствие коррупционного скандала Польский футбольный союз принял решение отменить повышение в классе для клуба из Лодзи.
23 августа 2009 года Шярнас забил свой первый гол за «Видзев», поразив в домашнем матче ворота познанской «Варты» (1:0). 25 октября футболист оформил хет-трик в домашней встрече с клубом «Знич» из Прушкува (Мазовецкое воеводство). В той игре лодзинцы одержали победу со счётом 7:0. В общей сложности в сезоне 2009/10 игрок провёл 26 матчей, забил 13 голов. По результатам сезона «Видзев» вновь занял первое место в Первой лиге и получил право на повышение в классе.
7 августа 2010 года Шярнас дебютировал в Экстраклассе в домашнем поединке с познанским клубом «Лех», забив гол в первом же матче (в итоге встреча закончилась вничью со счётом 1:1). Всего в сезоне 2010/11 футболист провёл 30 игр и забил 10 мячей.
14 июля 2011 года Шярнас подписал трёхлетний контракт с клубом «Заглембе». Дебют футболиста в этом клубе пришёлся на домашний матч с «Лехом» (5 августа). В ходе поединка командам не удалось выявить победителя (1:1).

## Карьера в сборной
Шярнас дебютировал в качестве игрока национальной сборной Литвы 31 мая 2008 года в матче на Кубок Балтии против сборной Эстонии. Игра состоялась на стадионе «Слока» в Юрмале и завершилась победой литовской команды со счётом 1:0.

### Голы за сборную Литвы
| # | Дата            | Встреча                                              | Противник | Счёт | Результат | Соревнование |
| - | --------------- | ---------------------------------------------------- | --------- | ---- | --------- | ------------ |
| 1 | 11 февраля 2009 | Estádio Municipal, Албуфейра, Португалия             | Андорра   | 2:0  | 3:1       | ТМ           |
| 2 | 7 сентября 2010 | Стадион «Андрув», Оломоуц, Чехия                     | Чехия     | 1:0  | 1:0       | ОЧЕ 2012     |
| 3 | 8 октября 2010  | Estadio El Helmántico, Саламанка, Испания            | Испания   | 1:1  | 1:3       | ОЧЕ 2012     |
| 4 | 11 октября 2011 | Стадион имени С. Дарюса и С. Гиренаса, Каунас, Литва | Чехия     | 1:3  | 1:4       | ОЧЕ 2012     |
| 5 | 22 марта 2013   | Стадион «Под Дубнём», Жилина, Словакия               | Словакия  | 1:0  | 1:1       | ОЧМ 2014     |

## Достижения
«Жальгирис»
- Чемпион Литвы (1): 2015

Личные
- Лучший футболист Литвы: 2010